# فعالية

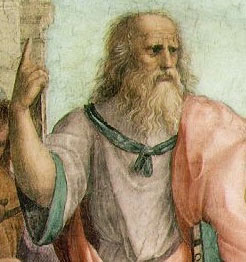

الفعّالية (أو الفاعلية Effectiveness) هي المقدرة على تحصيل النتيجة المطلوبة والمبتغاة والمتوقعة.

## مفاهيم متعلقة
قد تتداخل مفاهيم الفعالية مع الكفاءة ومع النجاح؛ فمن حيث المبدأ يمكن استخدام النعت «فعّال» بشكل كمّي، ويمكن القياس والمقارنة بالقول إن عملية ما كانت فعّالة بشكل جيد جداً أو فعالة بشكل أقل؛ في حين أن النجاح تعطي دلالة على الحد الذي وصل إليه الأثر المطلوب، وعلى المقدرة على إنتاج الكمية المطلوبة من أثر معيّن، أو النجاح في تحقيق هدف معيّن وذلك بغض النظر عن الموارد والجهد المبذول لتحقيق ذلك الهدف، وهنا يختلف مفهوم النجاح عن مفهوم كفاءة، إذ إنه في الأخير تؤخذ تلك العوامل الاقتصادية بعين الاعتبار. بالتالي ما هو فعّال ليس بالضرورة أن يكون ناجعاً، وما هو ناجع ليس بالضرورة أن يكون ذا كفاءة.

## اقرأ أيضاً
- كفاءة
- نجاعة